# Nakipari
Nakipari (gruz. ნაკიფარი) – wieś w Gruzji, w regionie Megrelia-Górna Swanetia, w gminie Mestia. W 2014 roku liczyła 34 mieszkańców.